# 1928 год в театре
1928 год в театре

## Знаменательные события
- В городе Эривань создан Азербайджанский театр.
- В Мемфисе основан театр «Орфеум»

## Персоналии

### Родились
- 10 января — Хуан Гонсало Росе, перуанский поэт, драматург, композитор и журналист.
- 23 января — Жанна Моро, французская актриса театра и кино, певица и режиссёр.
- 27 января — Сос Сосян, армянский и советский актёр театра и кино, народный артист Грузинской ССР (1984).
- 8 февраля — Вячеслав Тихонов, советский и российский актёр театра и кино, народный артист СССР (1976).
- 28 февраля — Рамаз Григорьевич Чхиквадзе, советский и грузинский актёр театра и кино, народный артист СССР.
- 4 апреля — Элина Быстрицкая, советская и российская актриса театра и кино.
- 25 апреля — Юрий Яковлев, советский и российский актёр театра и кино, народный артист СССР.
- 3 июня — Константин Степанков, советский и украинский актёр театра и кино.
- 20 июля — Павел Когоут, чешский поэт, журналист и драматург.
- 21 июля — Джон Брендан Кин, ирландский драматург и прозаик .
- 3 сентября — Ион Друцэ, молдавский писатель и драматург.
- 11 сентября — Всеволод Ларионов, советский и российский актёр театра и кино, народный артист РСФСР (1977).
- 3 октября — Валентин Тихонович Блинов, артист балета, хореограф и педагог-репетитор балетной труппы Латвийской Национальной оперы.
- 3 октября — Эрик Брун, датский танцовщик и хореограф.
- 21 октября — Раднэр Муратов, советский актёр театра и кино.
- 8 ноября — Леонид Семёнович Тарабаринов, актёр театра и кино, театральный педагог, народный артист СССР.
- 20 ноября — Алексей Владимирович Баталов, советский и российский актёр театра и кино.
- 12 декабря — Леонид Быков, актёр театра и кино, заслуженный артист РСФСР, народный артист УССР.
- 13 декабря — Велта Эйновна Вилциня, артистка балета, народная артистка СССР.
- 17 декабря — Леонид Броневой, актёр театра и кино, народный артист СССР.

### Скончались
- 12 марта — Мария Николаевна Ермолова, актриса, народная артистка республики.
- 21 июля — Эллен Терри, английская театральная актриса.
- 14 августа — Аньес Суре, французская актриса и танцовщица, первая в истории победительница первого национального конкурса красоты Мисс Франция.
- 22 августа — Тоомас Тонду, эстонский драматический актёр и режиссёр.
- 12 ноября в Милане — Энрико Чекетти, итальянский танцовщик-виртуоз, балетмейстер, педагог, автор методики обучения искусству танца.
- Дионисиос Тавуларис, греческий актёр, театральный деятель, один из пионеров афинского театра XIX века.